# Alberto da Saviola

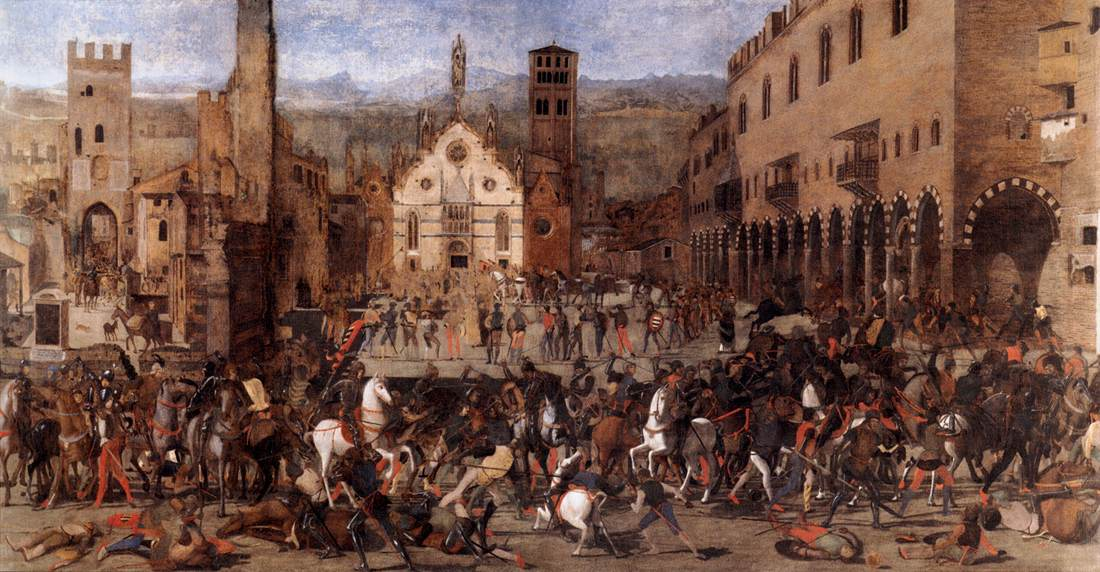
Domenico Morone, Cacciata dei Bonacolsi, (Mantova, Palazzo Ducale)

Alberto (Albertino) da Saviola (XIV secolo – XIV secolo) è stato un militare italiano.

## Biografia
Fu un fedelissimo cavaliere mantovano al servizio della famiglia Corradi da Gonzaga.
All'alba del 16 agosto 1328 Ludovico I Gonzaga, fiancheggiato dai figli Guido, Filippino e Feltrino e con l'appoggio del ghibellino Cangrande I della Scala, irruppe in Mantova radunandosi in Piazza San Pietro e deciso a impossessarsi della città.

Rinaldo Bonacolsi, detto il Passerino, signore incontrastato della città, uscì dal suo palazzo a cavallo e disarmato, ma venne affrontato e trafitto da Alberto da Saviola , acerrimo nemico dei Bonacolsi, con un colpo di spada. Benché ferito rientrò nel palazzo, ma batté la testa sul portale e, senza alcun aiuto, morì dissanguato.
Gli uomini di Alberto assaltarono il palazzo e consegnarono Francesco, figlio naturale di Rinaldo Bonacolsi, nelle mani di Ludovico Gonzaga che gli salvò la vita, ma lo fece richiudere a vita assieme ai cugini nella Torre della Fame del castello di Castellaro, nel quale morì. La consorte di Rinaldo, Alisa d'Este, riuscì a raggiungere indenne Ferrara grazie agli appoggi dei Gonzaga.